# حفاظت ماهی سالمون

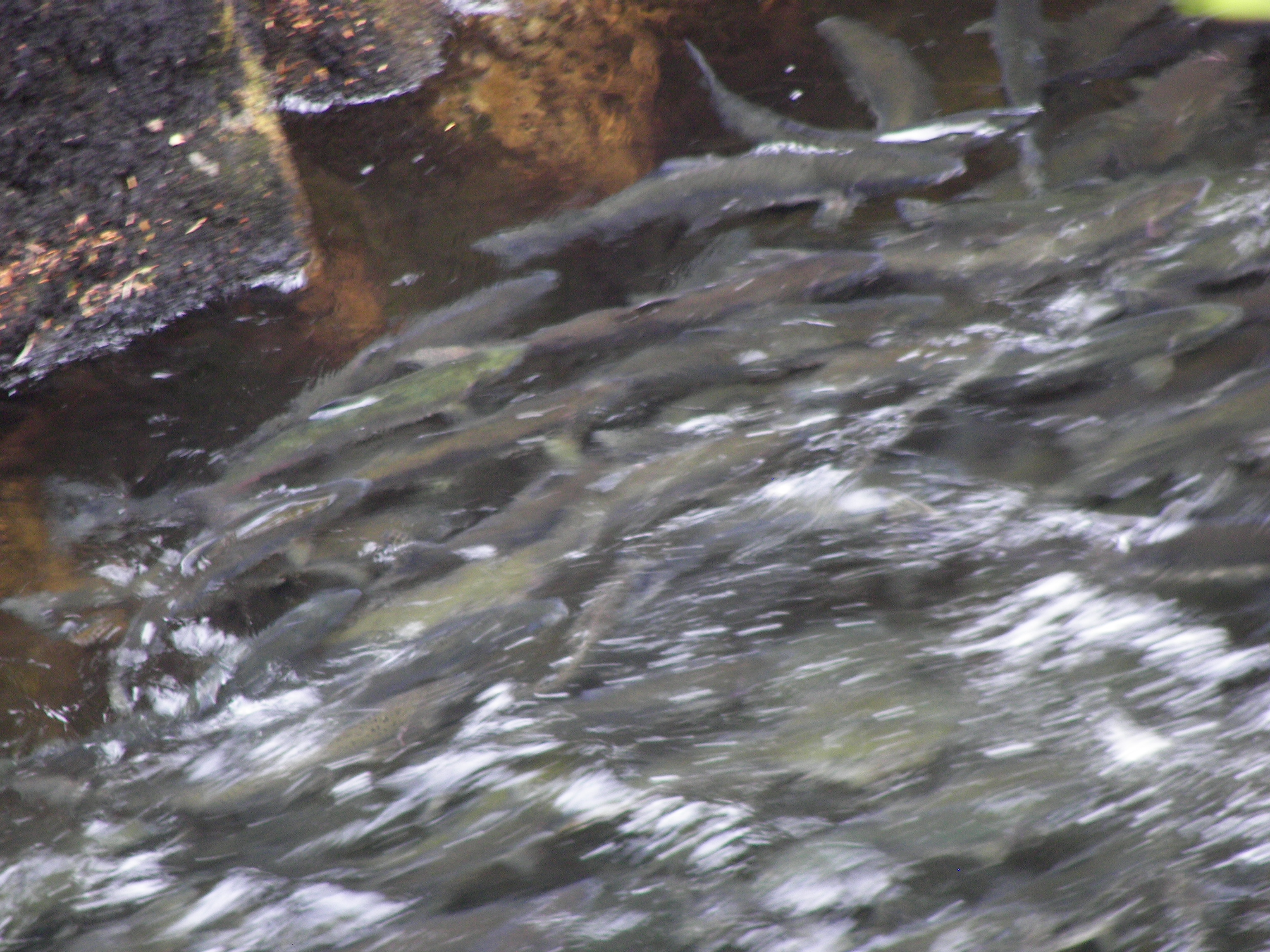
ماهی سالمون در حال شنا در خلاف جهت جریان آب رودخانه‌ای در آلاسکا

بقای ماهی سالمون وحشی به شدت به داشتن زیستگاه مناسب برای تخم‌ریزی و پرورش نوزادانشان وابسته است. این زیستگاه نگرانی اصلی طرفداران محیط زیست است. زیستگاه ماهی قزل آلا می‌تواند توسط عوامل مختلفی از جمله توسعه سرزمین، برداشت چوب یا استخراج منابع تخریب شود. این تهدیدها روش‌های سنتی حفاظت از ماهی سالمون را به وجود می‌آورند، اما یک جنبش جدید با هدف حفاظت از زیستگاه‌ها قبل از نیاز به مداخله آغاز شده است.

## تاریخچه کاهش جمعیت ماهی قزل آلا
ماهی سالمون وحشی در کالیفرنیا، اورگن، واشینگتن، آیداهو و جنوب بریتیش کلمبیا روند نزولی بیش از ۱۶۰ سال را طی کرده و اکنون در سطح بسیار پایینی قرار دارد. تلاش‌ها برای معکوس کردن این روند نزولی گسترده و پرهزینه بوده، اما موفقیت چندانی نداشته است.
ماهی سالمون در ۴۸ ایالت پایینی در مسیر دستیابی به جایگاهی است که برخی دیگر از گونه‌های قابل توجه - گرگ‌ها، کرکس‌ها، گریزلی‌ها، گاومیش‌های کوهان‌دار آمریکایی - از آن برخوردارند. حیوانات وحشی که بعید است به‌طور کامل ناپدید شوند، اما به عنوان بقایای گونه‌های زمانی شکوفا در بخش‌های کوچکی از زیستگاه اصلی خود، برای بقا تلاش می‌کنند. در کالیفرنیا، اورگان، آیداهو، واشینگتن و جنوب بریتیش کلمبیا، بسیاری از تعداد دفعات دویدن به کمتر از ۱۰٪ از تعداد تاریخی خود کاهش یافته است؛ برخی نیز ناپدید شده‌اند. بسیاری از مناطق پرورش ماهی سالمون، تحت سلطه ماهی‌های پرورشی هستند. در رودخانه کلمبیا، که زمانی یکی از بزرگ‌ترین تولیدکنندگان ماهی سالمون بود، بیش از ۸۰ درصد از کل ماهی‌های صید شده اکنون ماهی‌های پرورشی هستند.
الگوی کاهش جمعیت ماهی سالمون مختص غرب آمریکای شمالی نیست. از چهار منطقه زمین که در طول تاریخ محل تجمع ماهی‌های آزاد بوده‌اند (شرق دور آسیا، اروپای اقیانوس اطلس، شرق آمریکای شمالی و غرب آمریکای شمالی)، به نظر می‌رسد که تجمع ماهی‌های آزاد در کالیفرنیا، اورگان، واشینگتن، آیداهو و جنوب بریتیش کلمبیا، بدون تغییر چشمگیر در روندهای فعلی و بلندمدت، از سه منطقه دیگر تقلید خواهد کرد: انقراض یا کاهش شدید جمعیت ماهی‌های آزاد. از اواخر دهه ۱۸۴۰، مجموعه‌ای از عوامل باعث کاهش این روند شده و انبوهی از موانع خاص، مانع از بهبود آن شده است. در سراسر منطقه، بسیاری از ذخایر ماهی قزل‌آلای وحشی (گروهی از افراد با جفت‌گیری که تقریباً معادل یک «جمعیت» است) کاهش یافته و برخی از آنها ناپدید شده‌اند.
وضعیت ماهی سالمون در امتداد ساحل غربی آمریکای شمالی یکسان نیست. برخی از گزینه‌های احیای ماهی سالمون وحشی و زیستگاه‌ها بهتر از سایرین هستند. هنوز هم در برخی مناطق مانند حوزه‌های آبخیز ساحلی شمال کالیفرنیا، اورگان، واشینگتن و برخی مناطق جنوب بریتیش کلمبیا، تعداد نسبتاً سالمی از ماهی سالمون وحشی (و زیستگاه) وجود دارد. پیست‌های اسکی در شمال بریتیش کلمبیا، یوکان و آلاسکا در شرایط بسیار بهتری قرار دارند.

## انتخاب‌های سیاسی گذشته
۱۸۲۰–۱۸۴۰ - با ورود شکارچیان به شمال غربی اقیانوس آرام در اوایل قرن نوزدهم، برداشت سیستماتیک و فشرده سگ‌های آبی آغاز شد. تعداد زیاد سگ آبی می‌تواند محیط آبی را به‌طور قابل توجهی تغییر دهد و در بیشتر موارد زیستگاه پرورش ماهی سالمون را بهبود بخشد. با کاهش جمعیت سگ‌های آبی، بسیاری از ماهی‌های سالمون تحت تأثیر منفی قرار گرفتند. با تشدید رقابت بین ایالات متحده و بریتانیای کبیر برای کنترل شمال غربی اقیانوس آرام، شرکت بریتانیایی هادسون بی سیاستی را اتخاذ کرد که هیچ سگ آبی را در حوزه‌های آبی که به دام می‌انداختند، رها نمی‌کرد، زیرا بدون سگ آبی، شکارچیان خز آمریکایی (و مهاجران) کمتر احتمال داشت که به شمال غربی اقیانوس آرام بیایند. تأثیر کلی سگ‌های آبیِ در حال انقراض بر ماهی سالمون ساحل غربی ناشناخته است، اما احتمالاً زیاد بوده است.
۱۸۴۸ - آشکارترین نقطه عطف در کاهش دو قرنهٔ ماهی سالمون وحشی با کشف طلا در کالیفرنیا رخ داد. تا سال ۱۸۴۹، کاهش جمعیت ماهی قزل‌آلا به‌طور جدی آغاز شد و به‌طور گسترده در روزنامه‌های آن زمان گزارش شد. تا دهه ۱۸۵۰، برداشت بیش از حد و تأثیرات فعالیت‌های معدنی، ماهی‌های سالمون را در نهرهای داخل و اطراف دره مرکزی کالیفرنیا از بین برده بود. در پاسخ، مقرراتی وضع شد که برخی از شیوه‌های ماهیگیری و استخراج معدن را محدود می‌کرد. بعدها، درخواست‌هایی برای ایجاد مراکز تکثیر ماهی قزل‌آلا به منظور تأمین ذخایر مکمل برای غلبه بر اثرات مخرب عملیات استخراج معادن مطرح شد.
۱۸۷۰–۱۹۰۰ - در دره مرکزی کالیفرنیا، پس از ۳۰ سال کاهش در تعداد ماهی‌های آزاد، پرورش تکمیلی از طریق مراکز تکثیر، به‌طور گسترده توسط دانشمندان حرفه‌ای شیلات و عموم مردم به عنوان راه حلی برای کاهش تعداد ماهی‌های آزاد در نظر گرفته شد. تا سال ۱۹۰۰، ذخیره‌سازی از محل‌های تخم‌گذاری تا حد زیادی بر حفظ یا احیای زیستگاه طبیعی به عنوان استراتژی بازیابی ترجیحی غلبه کرده بود.
۱۹۰۵–۱۹۳۹ - هدف سیاسی «بازپس‌گیری حوضه کلاماث» (در امتداد مرز اورگان/کالیفرنیا) منعکس‌کننده ارزش‌ها و اولویت‌های آن دوران بود. ایجاد زمین‌های کشاورزی حاصلخیز از طریق آبیاری، هدف سیاست عمومی بود. در رقابت بین اولویت‌های اجتماعی، کشاورزی آبی بر ماهی قزل‌آلا پیروز شد. در طول چند دههٔ بعد، میلیون‌ها دلار برای توسعهٔ یک سیستم پیچیده از سدها و کانال‌ها در حوضهٔ کلامات (و جاهای دیگر) هزینه شد.
۱۹۲۹–۱۹۳۹ - هدف سیاستی «به‌کار گماردن مردم» بر چشم‌انداز سیاسی غالب بود، چرا که مردم در مورد چگونگی مقابله با اثرات رکود بزرگ بحث می‌کردند. پروژه‌های عظیم عمرانی، مانند سدهای بلند حوزه کلمبیا و جاهای دیگر، با وجود اینکه تأثیر پیش‌بینی‌شده و مخرب آنها بر ماهی قزل‌آلای وحشی قابل درک بود، ساخته شدند. تنها یک سد، گرند کولی، یک چهارم حوضه کلمبیا را به‌طور کامل و دائمی به روی ماهی‌های آزاد مهاجر مسدود کرد، و هزاران مایل از رودخانه اصلی تنها در یک اقدام به نفع ماهی‌های آزاد از بین رفت.
۱۹۴۱–۱۹۴۵ - پوسترهایی که بسیاری از ساختمان‌های عمومی را زینت می‌دادند، شعارشان این بود: «آمریکا - زرادخانه دموکراسی». هواپیماهای جنگی به تعداد زیاد و در کوتاه‌ترین زمان ممکن مورد نیاز بودند؛ بنابراین، تولید برق در شمال غربی اقیانوس آرام به میزان زیادی افزایش یافت تا اشتهای سیری‌ناپذیر کارخانه‌های ذوب آلومینیوم را تأمین کند. برق آبی وجود داشت؛ تقاضای زمان جنگ برای آلومینیوم بسیار زیاد بود؛ حمایت عمومی تقریباً جهانی بود. توربین‌ها که به مدت چهار سال با حداکثر ظرفیت خود، هفت روز هفته و ۲۴ ساعت شبانه‌روز کار می‌کردند، ماهی‌های سالمون را با سرعتی ویرانگر می‌بلعیدند. این جنگی برای بقا بود و بمب‌افکن‌ها بر ماهی قزل‌آلا پیروز شدند.
۱۹۴۸ - سیل‌های گسترده باعث ایجاد اثرات فاجعه‌باری در سراسر منطقه شد و سیاستمداران به درخواست مردم برای حفاظت از خود توجه کردند. پس از سیل ۱۹۴۸، سدهای کنترل سیل زیادی در واشینگتن، اورگان، آیداهو و بریتیش کلمبیا ساخته شدند. جامعه به‌طور جمعی خواستار محافظت از جان و مال انسان‌ها در برابر تخلیه کنترل نشده رودخانه‌ها شد.
۱۹۵۵–۱۹۶۵ - فناوری تهویه مطبوع ارزان و مؤثر خانگی و تجاری پس از جنگ جهانی دوم به سرعت توسعه یافت. تا سال ۱۹۶۰، تأثیر غیرمستقیم استفاده گسترده از تهویه مطبوع بر ماهی قزل‌آلا کاملاً آشکار بود: (۱) افزایش شدید تقاضا برای برق؛ و (۲) افزایش کلی رشد جمعیت منطقه‌ای، زیرا مناطقی که قبلاً نامطلوب بودند، با ظهور تهویه مطبوع، به مکان‌های مطلوب‌تری برای زندگی تبدیل شدند. بخش عمده‌ای از ساحل غربی در طول ماه‌های تابستان گرم است، بنابراین تهویه مطبوع بازار مناسبی پیدا کرده است. در رابطه مستقیم با صید ماهی سالمون، تقاضای برق اکنون هم برای زمستان و هم برای تابستان بالا است و این امر مستلزم افزایش ظرفیت تولید و خطوط انتقال است.
۱۹۹۱–۲۰۱۱ - اولین «بخش جمعیتی متمایز» ماهی سالمون تحت شرایط قانون گونه‌های در معرض خطر انقراض فهرست شد. با این اقدام، بحث سیاست‌گذاری از احیای صید ماهی سالمون به منظور حمایت از ماهیگیری، به حفاظت از صید ماهی سالمون در برابر انقراض تغییر جهت داد، دو هدف سیاسی بسیار متفاوت. یک قرن پیش، نگرانی زیادی در مورد اینکه آیا ماهی سالمون زندگی خود را در محل تخم‌گذاری آغاز کرده یا در نهر، وجود نداشت. اکنون، به گفته برخی، ماهی سالمون تولید شده در مراکز تکثیر، راه حل احیا نیستند، بلکه بخشی از مشکل احیا هستند.
۲۰۰۱ - خشکسالی کالیفرنیا در سال ۲۰۰۱ شدید بود و همراه با خاموشی‌های مداوم کالیفرنیا، اداره برق بونویل ایالات متحده را بر آن داشت تا وضعیت اضطراری برق اعلام کند، اهداف از پیش توافق شده بین سازمانی برای آزادسازی جریان ماهی سالمون را کنار بگذارد و با استفاده از آب ذخیره شده برای کمک به مهاجرت ماهی سالمون، برق برای انتقال به کالیفرنیا تولید کند.

## حمایت‌های سنتی
به‌طور سنتی، زیستگاه‌های ماهی سالمون تا زمانی که به شدت تخریب نشده و در آستانه انقراض قرار نگرفته‌اند، محافظت نمی‌شوند. در آن زمان، ممکن است چندین گام برای احیای جمعیت برداشته شود. پرورش ماهی یک راه حل محبوب است که در کوتاه مدت موفقیت‌آمیز است. با این حال، آنها ممکن است به جای پرداختن به ریشه مشکل، فقط آن را پنهان کنند. سایر روش‌های حفاظت ممکن است شامل محدود کردن یا حذف برداشت از مراتع، حفاظت کیفیت آب یا کاهش استخراج آب برای مصرف انسان و حفاظت از زیستگاه باشد. در ۲۰ سال گذشته، شیلات ایالت واشینگتن، با همکاری قبایل محلی، برداشت ماهی سالمون در پوجت ساوند را تا ۹۰ درصد کاهش داده است.
حفاظت از زیستگاه در یک مدل هسته/اقماری مورد بررسی قرار می‌گیرد که در آن مناطق خاصی به عنوان مناطق «هسته» پراستفاده و مناطق «اقماری» کم‌ارزش‌تر شناسایی می‌شوند. این مدل فرض می‌کند که تمام زیستگاه‌های بالقوه توسط ماهی سالمون مورد استفاده قرار نخواهند گرفت. مشکل این روش این است که به مناطق بین هسته و مناطق ماهواره‌ای، پتانسیل ذاتی پایینی داده می‌شود که ممکن است منجر به اولویت پایین‌تر برای حفاظت شود. اگر این دالان‌ها به دلیل سدسازی یا تخریب زیستگاه‌های ساحلی غیرقابل عبور شوند، منطقه اقماری مربوطه به عنوان زیستگاه از بین می‌رود. اگر چندین مورد از این مناطق محافظت نشده باقی بمانند، کل مساحت زیستگاه ماهی سالمون می‌تواند به سرعت کاهش یابد. برخی این را یک استراتژی شکست‌خورده می‌دانند که احتمالاً منجر به انقراض ماهی قزل‌آلا می‌شود.

## استراتژی پناهگاه حفاظتی
روش جدیدی برای حفاظت توسط رار و اوگروت از مرکز ماهی آزاد وحشی ارائه شده است. روش آنها رویکردی گسترده‌تر در حفاظت از زیستگاه ماهی سالمون دارد. آنها به جای استفاده از رویکرد هسته/ماهواره، حفاظت از کل حوضه آبریز را به عنوان یک سیستم کامل پیشنهاد می‌کنند. آنها این را «استراتژی پیشگیرانه حفاظت از زیستگاه‌ها» می‌نامند که هدف آن حفظ زیستگاه‌های نهر در غرب ایالات متحده و کانادا با ارزش‌های ویژه بالا است، مناطقی که «دژهای قزل‌آلا» محسوب می‌شوند. تخمین زده می‌شود که چهار تا شش حوضه آبریز وجود دارد که این نیاز را برآورده می‌کنند. این حوضه‌های با ارزش بالا غیرقابل جایگزین هستند و باید اکنون که هنوز عمدتاً بکر هستند، محافظت شوند. انتظار می‌رود حوضه‌ها یا «دژهای مستحکم» در این دسته بتوانند تا ۱۰۰ سال آینده خود را حفظ کنند. این روش قرار نیست جایگزینی برای حمایت‌های فعلی ارائه شده توسط دولت‌های محلی، ایالتی و فدرال، مانند روش‌های مورد بحث در بالا، باشد. در عوض، این یک روش پیشگیرانه برای کاهش یا جلوگیری از نیاز به این روش‌های دیگر است.
ایده این استراتژی «سرچشمه به دریا» اولین بار در سال ۱۸۹۲ مطرح شد. به دلیل موفقیت مراکز تکثیر و پرورش ماهی در رودخانه‌های آمریکا، این ایده در آن زمان رونق چندانی نگرفت. این ایده در اوایل دهه ۱۹۹۰، زمانی که طرفداران محیط زیست متوجه کاستی‌ها و عدم هماهنگی بین تلاش‌های مقامات فدرال، ایالتی و محلی شدند، دوباره مطرح شد. سازمان‌های مسئول شیلات اغلب فاقد اختیار لازم برای اقدام در مورد تهدیدات موجود هستند. مفهوم‌سازی جدید از حفاظت از زیستگاه ماهی سالمون این فرض را مطرح کرد که ما باید ابتدا با کار از سرچشمه‌های پایین‌دست، از دست‌نخورده‌ترین یا ارزشمندترین زهکش‌ها محافظت کنیم تا یک کریدور پیوسته از زیستگاه‌های حفاظت‌شده ایجاد کنیم. تعدادی از این پناهگاه‌های مقیاس زیرحوضه برای محافظت از کل یک حوضه به عنوان یک واحد کامل، گرد هم می‌آیند. این بدان معنا نیست که تمام زمین‌ها متعلق به دولت‌ها یا سازمان‌های حفاظت از محیط زیست خواهد بود. این طرح پیش‌بینی می‌کند که مالکان زمین‌های دولتی و خصوصی در مقیاس زیرحوضه برای حفظ زیستگاه با هم همکاری کنند. این هدف با استفاده از سه اصل اساسی محقق خواهد شد. هدف اول ایجاد «مجموعه‌ای از جمعیت‌های ماهی سالمون اقیانوس آرام دست‌نخورده و متنوع (از نظر تاریخچه زندگی، ژنتیک و گونه‌ها) در پناهگاه‌های کامل حوضه» است. این جمعیت‌ها می‌توانند منبعی از افراد برای پیوند به رودخانه‌های دیگر در صورت نیاز باشند. هدف اصل دوم «تضمین حفظ ارتباط عملکردی زیستگاه از سرچشمه تا مصب رودخانه» است. این ارتباط زیستگاهی با فراهم کردن چندین مکان تخم‌ریزی محلی، به ارتقای تنوع در جمعیت کمک می‌کند. اصل آخر، «سیستمی از دژها (زیرحوضه‌های اولویت‌دار منطقه‌ای)» را ایجاد می‌کند که شامل مهم‌ترین جمعیت‌ها و زیستگاه‌های بیولوژیکی خواهد بود.
این اصول می‌توانند برای ایجاد دژهای زیرحوضه و پناهگاه‌های حوضه که در بالا مورد بحث قرار گرفتند، مورد استفاده قرار گیرند. در مناطقی که زیستگاه در حال حاضر به دلیل جمعیت بالای انسانی بسیار تکه‌تکه شده است، ممکن است فقط ایجاد حفاظت در سطح زیرحوضه امکان‌پذیر باشد. این مناطق شامل مناطقی در انتهای جنوبی زیستگاه ماهی سالمون مانند کالیفرنیای شمالی می‌شود. ایجاد پناهگاه‌های کامل در حوضه آبریز فقط در مناطق کم‌جمعیت مانند شمال بریتیش کلمبیا و آلاسکا امکان‌پذیر است. احتمالاً فقط چهار تا شش مورد از این پناهگاه‌های در مقیاس حوضه وجود خواهد داشت. این مناطق می‌توانند به صورت مختلط مورد استفاده قرار گیرند تا هم برای جمعیت محلی و هم برای جمعیت ماهی قزل‌آلا ارزش ایجاد کنند. با این حال، استفاده مختلط محدودیت‌هایی خواهد داشت. چنین محدودیت‌هایی ممکن است شامل محرومیت از مناطقی باشد که برای ماهی سالمون ارزش زیادی دارند، مانند مکان‌های ایده‌آل برای تخم‌ریزی یا مکان‌هایی که ماهی‌های جوان ممکن است در معرض خطر باشند. استحکامات بر اساس ارزش و عملی بودن اتصال سرچشمه‌های اغلب دست‌نخورده به مناطق مصب که اغلب دچار اختلال شده‌اند، تعیین می‌شدند.
این روش نسبتاً جدید حفاظت، طرفدار حذف روش‌های حفاظتی فعلی نیست. در عوض، این کار پایه و اساسی برای زیستگاه ماهی سالمون در آینده ایجاد می‌کند که نیازی به چنین احیا و محدودیتی ندارد. این اهداف بزرگ هستند و احتمالاً به بودجه‌ای نیاز دارند که هرگز در حفاظت از ماهی سالمون دیده نشده است، اما این پتانسیل را دارد که در درازمدت بازدهی بهتری داشته باشد. تا زمانی که این نوع برنامه‌ریزی و تأمین مالی به واقعیت تبدیل شود، پروژه‌های کوچک‌تر مانند پروژه‌ای که اخیراً در پیوجت ساند اتخاذ شده است، پلی بین روش‌های قدیمی و جدید هستند.

## هچری‌ها
بحث‌هایی در مورد اثربخشی مراکز جوجه‌کشی وجود دارد. طرفداران این طرح استدلال می‌کنند که مراکز تکثیر و پرورش ماهی برای بقای ماهی سالمون در منطقه پوجت ساوند و فراتر از آن ضروری است. گروه‌های دیگر با این مراکز تکثیر مخالفند، زیرا ادعا می‌کنند که این مراکز با معرفی جمعیت‌های ماهی سالمون که به صورت مصنوعی پرورش داده شده‌اند و قرار دادن آنها در مقابل جمعیت طبیعی، تعادل زیست‌محیطی را برهم می‌زنند. مشکل مراکز تکثیر ماهی قزل‌آلا در ارتباطات ظریف بین عناصر سیستم ماهی قزل‌آلا نهفته است. اولین مراکز جوجه‌کشی صرفاً محل‌های جوجه‌کشی بودند که بچه‌ماهی‌های کوچک را در نهرها رها می‌کردند. از طریق این سیستم، مردم سعی می‌کردند از تخم‌های ماهی قزل‌آلای جوان در کف رودخانه محافظت کنند تا مرگ و میر آنها را کاهش دهند و به این ترتیب جمعیت ماهی قزل‌آلا را افزایش دهند. مردم قبل از اینکه آنها را رها کنند، آنها را تا اندازه انگشت قد بزرگ می‌کنند و ماهی سالمون را در فضای بسته قرار می‌دهند. با این حال، مردم آنها را با مخلوطی از احشاء ماهی، گوشت اسب، سیرابی و گوشت خوک و گاو فاسد تغذیه می‌کنند. در نتیجه، باعث بیماری می‌شود، علاوه بر این، این بیماری از یک ماهی قزل‌آلا به ماهی‌های دیگر سرایت می‌کند.

## حذف سد
چرخه زندگی ماهی سالمون عامل بسیار مهمی در حفاظت از آن است. آنها به همان بستر شنی که در آن از تخم بیرون آمده‌اند، برمی‌گردند تا تخم‌های خود را بگذارند و سپس می‌میرند و مواد مغذی را که در غیر این صورت نداشتند، به محیط اطراف خود می‌رسانند. یک مطالعه اخیر، ۱۳۷ گونه را مستند کرده است که از مواد مغذی اقیانوسی که ماهی سالمون ارائه می‌دهد، بهره‌مند می‌شوند و از آنها استفاده می‌کنند. ایجاد سدهای فراوان در امتداد رودخانه‌های اسنیک و کلمبیا، دسترسی ماهی سالمون به برخی از بکرترین زیستگاه‌های موجود را مسدود کرده و مانع از آن شده است که آنها بتوانند به‌طور مؤثر تخم‌ریزی کنند، کاری که بدون وجود سدها می‌توانستند انجام دهند. اگرچه برخی از سدها دارای نردبان‌های ماهیگیری برای کمک به ماهی‌های سالمون در سفرشان به سمت بالای رودخانه هستند، بسیاری از ماهی‌های سالمون اغلب در بازگشت به محل تولد خود می‌میرند. اگر سدها برداشته شوند و منطقه به استفاده از منابع انرژی جایگزین مانند باد و انرژی موج روی آورد، این امر به ماهی‌های سالمون وحشی اجازه می‌دهد تا به زیستگاه‌های بکر خود بازگردند، جایی که می‌توانند تخم‌هایی بگذارند که به احتمال زیاد از تخم بیرون می‌آیند و به ماهی سالمون وحشی قابل توجهی تبدیل می‌شوند و همچنین مواد مغذی را برای زیستگاه بکر فعلی فراهم می‌کنند که آن را به منطقه پرورش ماهی سالمون حتی بهتر تبدیل می‌کند. در سال ۲۰۰۰، شعبه اورگان انجمن شیلات آمریکا - که نماینده صدها متخصص شیلات بود - قطعنامه‌ای را تصویب کرد که «چهار سد پایینی رودخانه اسنیک تهدید قابل توجهی برای ادامه حیات ذخایر ماهی سالمون و قزل‌آلای باقی‌مانده رودخانه اسنیک هستند؛ و اگر جامعه مایل به بازگرداندن این ماهی‌های آزاد به سطوح پایدار و قابل ماهیگیری است، بخش قابل توجهی از رودخانه اسنیک پایینی باید با شکستن چهار سد پایینی رودخانه اسنیک به وضعیت جریان آزاد بازگردانده شود و این اقدام باید به زودی انجام شود.» برای حفاظت از ماهی سالمون حیاتی است که ماهی‌های سالمون وحشی باقی‌مانده بتوانند در زیستگاه‌های امن و باکیفیت تخم‌ریزی کنند تا جمعیت ماهی سالمون دوباره افزایش یابد.
گروه‌های حفاظت از ماهی سالمون
ائتلاف‌ها، شوراها، سازمان‌های غیرانتفاعی و گروه‌های تحت حمایت دولت زیادی وجود دارند که بر حفظ ماهی سالمون وحشی تمرکز دارند. همان‌طور که میندی کامرون در مقاله‌ای در سیاتل تایمز در سال ۲۰۰۲ نوشت، «میلیاردها دلار برای معکوس کردن روند کاهش صید ماهی سالمون هزینه شده است، بدون هیچ تضمینی برای موفقیت. آنچه در اینجا مورد نیاز است، نوع جدیدی از گفتگوی عمومی در مورد ماهی سالمون و جایگاه آنها در آینده ماست.»